# Nasimschahr
Nasimschahr oder Nasim-Schehr (persisch نسیم‌شهر, bis zur islamischen Revolution 1979 Akbarabad اکبرآباد, DMG Akbarābād) ist eine Stadt im Iran und Hauptstadt des Verwaltungsbezirks Baharestan in der Provinz Teheran.
Bei der Volkszählung im Jahre 2006 hatte Nasimschahr eine Bevölkerungszahl von 135.824, aufgeteilt auf 31.620 Familien.